# Wiljui
Der Wiljui (russisch Вилюй; jakutisch Бүлүү, Bülüü) ist ein etwa 2650 km langer linker Nebenfluss der Lena in Sibirien (Russland, Asien). 

## Verlauf
Der Fluss entspringt auf dem Wiljuiplateau im Zentralteil des Mittelsibirischen Berglands, etwa 100 Kilometer nordwestlich der Siedlung Ekonda (Region Krasnojarsk) und etwa 20 Kilometer südwestlich des Ekondasees. Von dort aus fließt er zuerst in östlicher Richtung und erreicht die autonome Republik Sacha (Jakutien), wo er sich nach Südosten wendet. Dort durchfließt er den großen Wiljui-Stausee (Wiljujskoje Wodochranilischtsche), in dessen Südwestzipfel die Tschona einmündet. Danach wendet sich der Wiljui – weiterhin im Bereich des genannten Berglandes verlaufend – nach Osten, um etwas später in die große Mitteljakutische Niederung einzufließen. In dieser weitläufigen Niederung, in deren Bereich Ygyatta, Marcha, Tjukjan und Tjung von links einmünden, erreicht der Wiljui die zum Nordpolarmeer fließende Lena. 

## Wirtschaft
Von seiner Einmündung in die Lena ist der fischreiche Wiljui auf 1343 km Länge bis zur Siedlung Tschernyschewski unterhalb des Dammes des Wiljui-Stausees schiffbar. Hinzu kommen 600 km, auf denen der Wiljui im Bereich des Stausees schiffbar ist. Der Damm kann jedoch mangels Schleusenanlagen von Wasserfahrzeugen nicht überwunden werden.
Im Bereich der Mitteljakutischen Niederung liegt das so genannte Wiljui-Becken mit Vorkommen von Diamanten, Eisenerz, Kohle und Gold.

## Ortschaften
Zu den Ortschaften am Fluss gehören Tschernyschewski, Suntar, Njurba, Werchnewiljuisk und Wiljuisk (flussabwärts betrachtet).

## Sonstiges
Der Fluss ist namensgebend für das Mineral Wiluit, das im Wiljui-Becken vorkommt. Zudem ist der Wiljui Typlokalität für gediegen Cadmium, Grossular und Eringait sowie Fundstätte zahlreicher weiterer Minerale, darunter gediegen Magnesium, Aluminium, Antimon, Blei und Platin, weitere Granat-Minerale wie Andradit und Pyrop, Diopsid, Pyrit, Rutil und Vesuvianit.